# Дугласс, Кейт
Кейт Дугласс (англ. Kate Douglass; род. 17 ноября 2001, Нью-Йорк, Нью-Йорк) — американская пловчиха, специализирующаяся на комплексном плавании, плавании брассом и вольным стилем. Двукратная олимпийская чемпионка 2024 года, 17-кратная чемпионка мира (7 раз в 50-метровых бассейнах и 10 раз в 25-метровых).
Рекордсменка мира на дистанциях 200 метров брассом и 200 метров комплексным плаванием на короткой воде.

## Карьера
Выступала на юношеских Олимпийских играх 2018.
На перенесённых из-за пандемии коронавируса с 2020 на 2021 год летних Олимпийских играх завоевала бронзовую медаль в заплыве 200 метров комплексным стилем, став третьей после японской пловчихи Юи Охаси и проиграв своей соотечественнице Александре Уолш.
В декабре 2021 года на чемпионате мира по плаванию на короткой воде, проходившим в Абу-Даби завоевала в составе сборной 5 медалей разного достоинства: две золотые медали, участвуя в эстафетах вольным стилем, но в эстафете 4×100 метров золотые медали получили и канадки; помимо этого получила две серебряные медали в комбинированных эстафетах, при этом она плыла в смешанной эстафете в квалификации и бронзу в заплыве 200 метром комплексным стилем.
На чемпионате мира 2022 года, который проходил в Будапеште, завоевала три бронзовые медали, две из которых были в эстафетах, в том числе и смешанной. В том же году на чемпионате мира по плаванию на короткой воде, проходившем в Мельбурне, выиграла пять золотых, три из которых были в эстафетах и две серебряные медали.
На чемпионате мира 2023 года в Фукуоке завоевала 6 медалей разного достоинства (включая два золота), 4 из которых были в эстафетах.
На чемпионате мира 2024 года в Дохе завоевала 5 медалей, в том числе золото на дистанции 200 метров комплексным плаванием и в смешанной комбинированной эстафете 4×100 метров.